# سزار کاتانئو
سزار کاتانئو (انگلیسی: Cesare Cattaneo؛ زادهٔ ۱۸ اوت ۱۹۵۱) بازیکن فوتبال اهل ایتالیا است.
از باشگاه‌هایی که در آن بازی کرده‌است می‌توان به باشگاه فوتبال هلاس ورونا، باشگاه فوتبال آ.ث. میلان، باشگاه فوتبال ویچنزا، باشگاه فوتبال اودینزه، باشگاه فوتبال کومو، باشگاه فوتبال آولینو، باشگاه فوتبال نووارا، باشگاه فوتبال ترنانا، و باشگاه فوتبال وارزه اشاره کرد.